# 猫をからかう二人の子供
『猫をからかう二人の子供』（ねこをからかうふたりのこども、英: Two Children Teasing a Cat、伊: Due bambini molestano un gatto）は、イタリアのバロック期の画家アンニーバレ・カラッチが1587-1588年頃にキャンバス上に油彩で描いた作品である。1854年、ドイツの美術史家グスタフ・フリードリヒ・ヴァーゲンの著作で初めてアンニーバレの作品として紹介し、1957年にイタリアの美術史家ロベルト・ロンギが同じ見解を示したが、アゴスティーノ・カラッチに帰属されたこともある。かつて、作品はディエゴ・ベラスケスの『フアン・デ・パレーハの肖像』 (メトロポリタン美術館) を所有していたトンマーゾ・ルッフォ (Tommaso Ruffo、1663–1753年) の手中にあった。1994年以来、ニューヨークのメトロポリタン美術館に収蔵されている。

## 作品

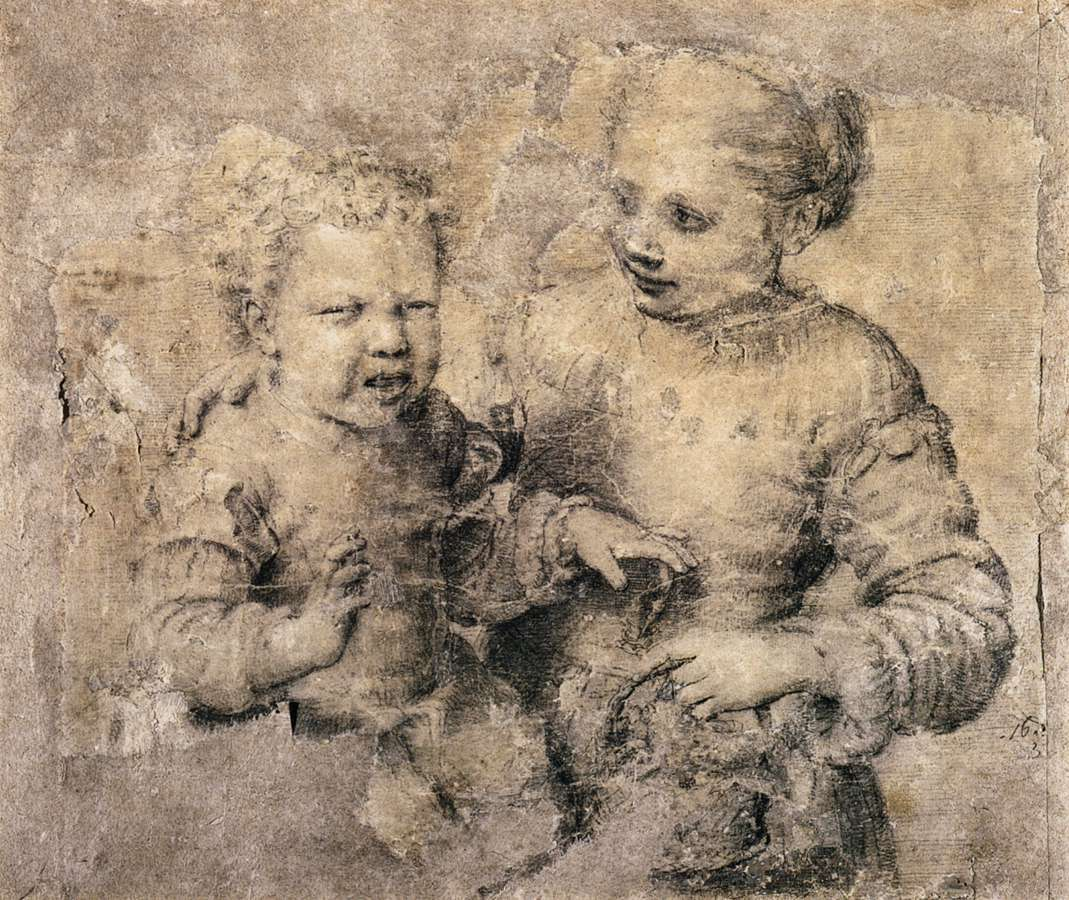
ソフォニスバ・アングイッソラ 『ザリガニに噛まれた少年』1554年頃、カポディモンテ美術館 (ナポリ)

本作の委嘱に関する資料は残っておらず、制作年は純粋に様式的特徴を拠り所にして、風俗画を数点描いていた画家の比較的若い時期の作品と位置付けられる。 ティントレットやほかのヴェネツィア派の画家の影響は明らかで、アンニーバレがヴェネツィアに滞在していたことが知られている1580年代末に制作されたと思われる。
この絵画は、ソフォニスバ・アングイッソラによる素描『ザリガニに噛まれた少年』とともにイタリアの風俗画の初期の例であり、19世紀の絵画を予見する即興性と自然さで描かれている。すなわち、日常生活で目にする情景を描写しているか、再構成した作品なのである。ソフォニスバとアンニーバレのどちらの画家の作品にも別ヴァージョンが存在することから、その目新しさが好意的に評価されていたことがわかる。2点の間に類似が見られるのも偶然ではない。アンニーバレの絵画は物語の展開の過程を捉えているが、アングイッソラの素描は結果を描いている。アンニーバレの描いた子供たちの様子は、悪意に満ち、残酷である。ここに生き生きと描かれているのは、ずる賢そうな少女に顕著なように、ごく普通の平凡な人物である。彼女の脇に立った少年は、猫をいたぶろうとしている。ザリガニが猫を挟めば、猫は少女をひっかき、すべてが悲惨な結果になるであろう。かくして、絵画は時間的な要素を組み入れており、また、「触らぬ神に祟りなし」という教訓を示しているのである。当時としては、大胆な主題であった。また、力強い色使いによりコントラストをなす光の表現と、伸びやかで自由な筆致も異例なものとされてきた。